# Pterospermataceae
Pterospermataceae, porodica zelenih algi u redu Pyramimonadales. Postoji 22 priznate vrste u tri roda.
Taksonomski ili nomenklaturni status roda Sphaeropsis Meunier, 1910 je neriješen i zahtijeva daljnje istraživanje. 

## Rodovi
1. Glyphospermopsis Molinari & Guiry, 2
2. Pterosperma Pouchet, 17
3. Pterospermella Eisenack, 3